# Johann Burckhardt Mögling

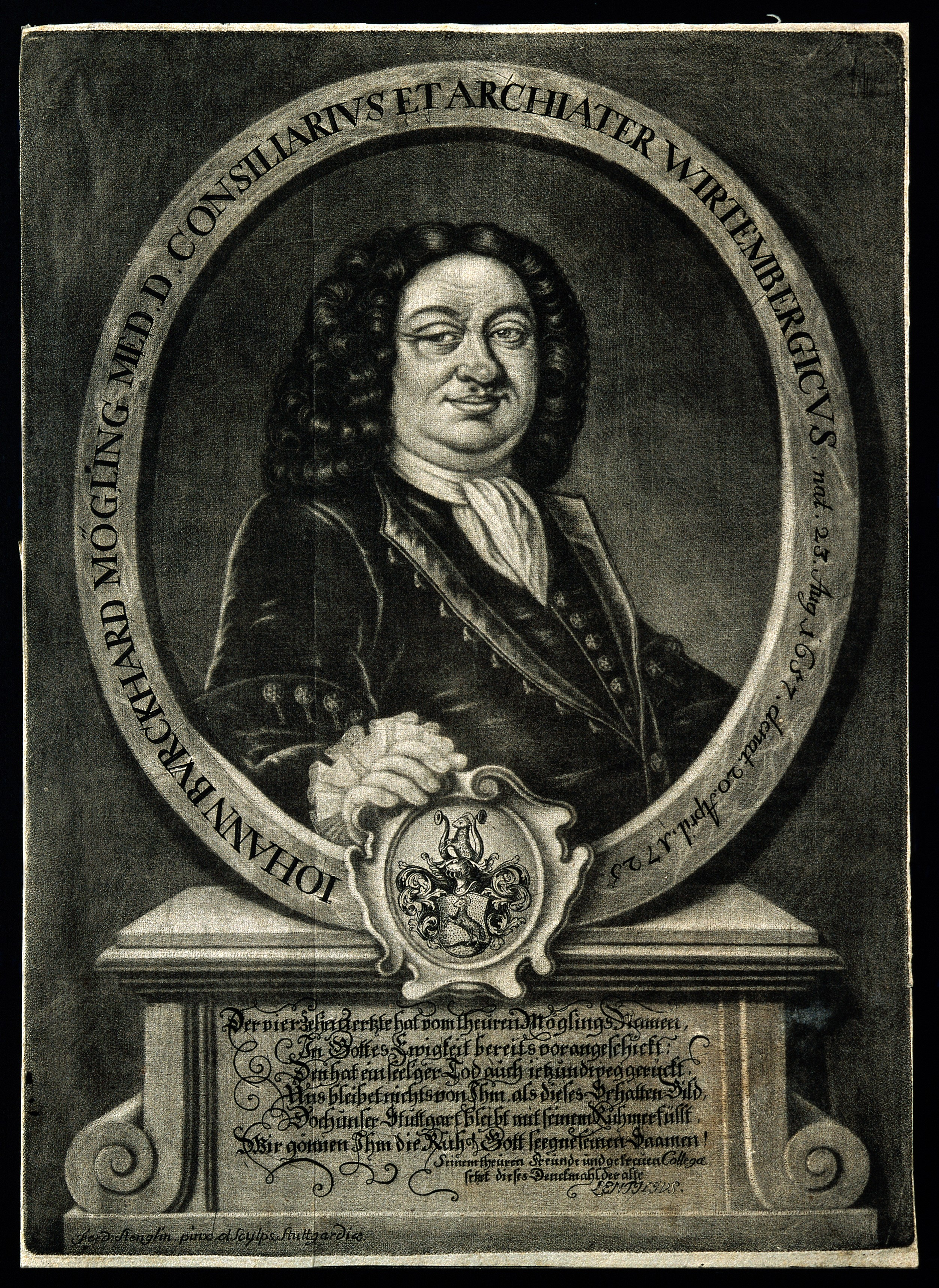
Porträt. Wellcome Library

Johann Burckhardt Mögling (* 23. August 1657 in Pforzheim; † 20. April 1725 in Stuttgart) war ein deutscher Arzt, herzoglich-württembergischer Leibarzt und Mitglied der Gelehrtenakademie „Leopoldina“.

## Leben
Johann Burckhardt Mögling war der Sohn des Baden-Durlachischen Leibarztes Johann Wolfgang Mögling (1610–1680), der in Tübingen Medizin studiert hatte. Auch Johann Burckhardt Mögling war 1677 Respondent der Eberhard-Karls-Universität Tübingen und er wurde dort 1681 zum Dr. med. promoviert. Ebenfalls 1681 wurde er Stadtarzt in Pforzheim, 1690 in Marbach, 1693 in Heidenheim und schließlich 1694 in Stuttgart. 1703 wurde er zum herzoglichen Leibmedicus in Württemberg ernannt.
Johann Burckhardt Mögling hatte drei Schwiegersöhne, die ebenfalls Ärzte waren. Es waren dies Georg Burkhard Seeger, Burkhard David Mauchart und Georg Friedrich Orth. Die Tochter Christina Beata Mauchart geb. Mögling verstarb bereits im Jahr 1722 kinderlos.
Am 26. Oktober 1704 wurde Johannes Burkard Mögling mit dem akademischen Beinamen Leonides I. zum Mitglied (Matrikel-Nr. 257) der Leopoldina gewählt.

## Werke
- Skiagraphia respirat. human., 1677.
- Disputatio Inauguralis Medica De Ictero (Präsident Elias Rudolf Camerarius), 1679. Digitalisat
- Brief an Johann Moritz Hofmann, 1713. Digitalisat

## Leichenpredigt
- Leichenpredigt für Johann Burckhard Mögling, Dr. med., Rat und Leibmedikus (geb.23. Aug. 1657 in Pforzheim, gest. 20. Mai 1725 in Stuttgart). „Die nöthigste Klugheit der Sterblichen ...“, gehalten von Johann Oechslin, Stiftsoberdiakon, am 22. April 1725.
- Leichenpredigt für Christina Beata Mauchardt, geb. Tochter des Leibmedikus Johann Burckhardt Mögling, Witwe des Burckhard David Mauchardt, Lizentiat der Medizin und Chirurgie (geb. , gest. 11. Aug. 1722 in Stuttgart) „Das mit seinem Looß aus Gottes Schooß wohl vergnügte Gottes-Kind ...“, gehalten von M. Johannes Oechßlin, Stiftsoberdiakon in Stuttgart, am 13. Aug, 1722. Digitalisat